# بازقلعه اکبر
بازقلعه اکبر، روستایی است از توابع بخش سنگر شهرستان رشت در استان گیلان ایران.

## جمعیت
این روستا در دهستان اسلام‌آباد قرار دارد و براساس سرشماری مرکز آمار ایران در سال ۱۳۸۵، جمعیت آن ۹۴۹ نفر (۲۶۱خانوار) بوده‌است.
این روستا جزء مناطق توریستی استان گیلان محسوب می‌شود.دشت سپیدرود در این منطقه طبیعت بکر و زیبایی را رقم زده است.
از بقعه‌های متبرک این محل می‌توان به آقا سید رضا رضوی اشاره کرد قبرستان بازقلعه نیز در همان محل واقع شده است.
از نظر اقتصادی بیشتر قشر روستا به شغل کشاورزی و پرورش ماهی مشغول هستند.معدن شن وماسه نیز یکی دیگر از چرخهٔ اقتصادی روستا میباشد که جوانان را به سمت خود سوق داده است.
از امکانات ورزشی و تفریحی می‌توان به ماهیگیری در رود سپیدرود و همچنین زمین چمن شن خیز بازقلعه اشاره نمود.